# Frederick Keeping
Frederick Keeping (11 de agosto de 1867 — 21 de fevereiro de 1950) foi um ciclista britânico que competiu nos Jogos Olímpicos de Atenas, em 1896.

## Carreira
Participou nas provas de velocidade (333 m) e 12 horas. Nesta última prova foi um dos dois ciclistas que conseguiram terminar a corrida, cobrindo 314 664 quilômetros. Foi uma única volta do vencedor, Adolf Schmal, que teve uma marca de 314 997 quilômetros.
Empatado com outros dois ciclistas, Keeping conseguiu a quinta posição na prova de velocidade, com o tempo de 27,0 segundos.